# Закон Додда — Франка

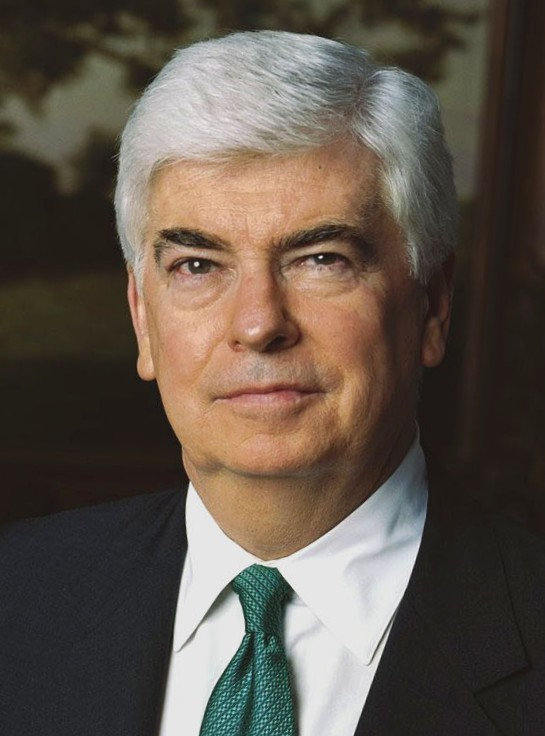
Крис Додд — сенатор от штата Коннектикут, один из разработчиков закона

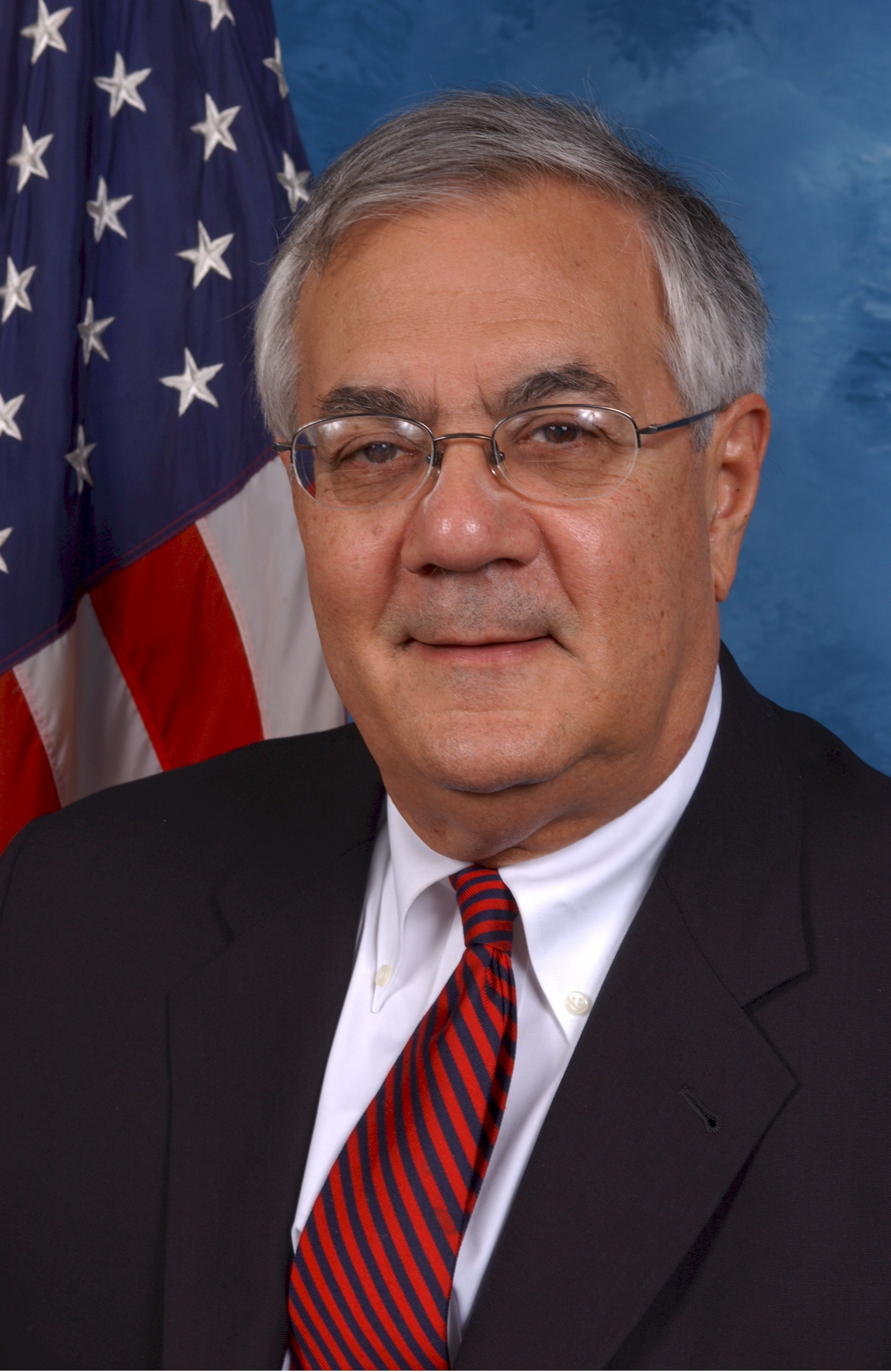
Барни Франк — конгрессмен от штата Массачусетс, один из разработчиков закона

Закон о реформировании Уолл-стрит и защите потребителей Додда — Франка (англ. The Dodd — Frank Act) — законодательный акт США, принятый 21 июля 2010 г. в целях снижения рисков американской финансовой системы. Считается наиболее масштабным изменением в финансовом регулировании США со времен Великой депрессии. Закон существенно изменил деятельность федеральных органов власти, регулирующих порядок оказания финансовых услуг, а также создал дополнительный орган финансового регулирования — Совет по надзору за финансовой стабильностью (Financial Stability Oversight Council, FSOC).

## Общие положения
Законопроект Додда — Франка был внесён в Конгресс 2 декабря 2009 года как ответ на начавшийся в 2008 г. финансовый кризис и последующую рецессию. Законодательная инициатива исходила от администрации президента, непосредственными разработчиками и «двигателями» закона были председатель Комитета по финансовым услугам Палаты представителей Конгресса Барни Франк и сенатор Кристофер Додд, председатель Банковского комитета Сената США. Основной целью данного законопроекта стало снижение рисков финансовой системы посредством ужесточения надзора за системообразующими финансовыми институтами. 
США были почти ввергнуты во вторую Великую депрессию из-за безответственности Уолл-стрит и Вашингтона. Некоторые люди на Уолл-стрит забывают, что за каждым долларом, которым они торгуют, стоят семьи, желающие купить дом или заплатить за образование, открыть свой бизнес или отложить на пенсию. То, что происходит на Уолл-стрит, имеет весьма существенные последствия для всей нашей страны.
Свыше 2300 страниц текста данного закона раскрывают три основных направления его действия: во-первых, меры по снижению рисков финансовой системы, во-вторых, дополнительных мер по защите потребителей финансовых услуг и, в-третьих, более пристальное регулирование деятельности системообразующих финансовых институтов. Центральное место в новой системе регулирования отведено Совету по надзору за финансовой стабильностью, который обязан выявлять возрастающие риски финансовой системы в целом и предпринимать меры по их снижению. Совет является федеральным органом власти, обладающим существенными полномочиями по регулированию деятельности всех системообразующих холдинговых компаний и небанковских финансовых организаций. Он вправе требовать увеличения капитала и ликвидности, совершенствования системы управления рисками, а также ограничить рост крупных финансовых институтов, если это создаёт угрозу финансовой системе.
Закон Додда — Франка, принятый почти без единого голоса со стороны республиканцев, начали усиленно критиковать с того самого момента, как он впервые появился в Конгрессе: консерваторы называют его захватом власти государством, а либералы ругают за чрезмерную слабость, недостаточную строгость, неоднозначность и размытость содержащихся в нём норм.

## Правило Волкера
Правило, названное в честь бывшего председателя ФРС США Пола Волкера, содержащееся в законе Додда—Франка, отделяет инвестиционно-банковские услуги, частный капитал и собственные хедж-фонды финансовых учреждений от потребительского кредитования. В частности, правило Волкера запрещает банкам, которые используют гарантии правительства, инвестировать средства вкладчиков в хедж-фонды и фонды прямых инвестиций в объёме, превышающем 3 % от их капитала первого уровня, а равно владеть более чем 3 % капитала таких фондов. Многие исследователи отмечают, что на практике будет довольно сложно разграничивать запрещённые и разрешённые операции. Это правило также вызвало крайне неоднозначную международную реакцию. Представители Канады, Японии, Великобритании и Европы заявили, что правило Волкера может навредить международному сотрудничеству и ликвидности:
Правило Волкера направлено на ограничение торговли банков с использованием своих собственных средств… Однако это правило может принести значительные осложнения для важных для рынков видов деятельности, а также для рыночной ликвидности.
Однако это никак не повлияло на намерения правительства США ввести эту норму в действие:
Банкам нельзя владеть хедж-фондами, так как это может поставить нас в неловкое положение. Если хедж-фонды обанкротятся, пострадает слишком большое число невиновных… Несмотря на опасения некоторых правительств и центробанков, я не верю, что правило Волкера представляет существенные риски для ликвидности в этих странах.

## Регулирование банкротства системообразующих финансовых компаний
Закон вводит специальный правовой режим ликвидации для крупных финансовых учреждений (Orderly Liquidation), банкротство которых может угрожать финансовой стабильности США. В соответствии с нормами закона, правительство США финансирует всю процедуру ликвидации и предпринимает действия по пресечению возможной паники на рынке и реализации активов банкрота по максимальной стоимости. После завершения процедуры владельцы ликвидированной компании будут обязаны полностью возместить понесённые государством расходы. Другая норма закона предусматривает возможность принудительного возврата активов банкрота, если они были переданы третьим лицам незадолго до наступления банкротства. Также законом предусмотрена персональная ответственность топ-менеджеров, под чьим руководством компания скатилась к банкротству: отстранение от управления компанией, взыскание с них нанесённого компании ущерба, запрет на дальнейшую административную деятельность в других финансовых компаниях.

## Регулирование рынка драгоценных металлов
Одно из основных последствий закона для спекулянтов:
в связи с новым регулированием с 15 июля гражданам США запрещено вне биржи торговать драгоценными металлами, в том числе золотом и серебром. Все позиции в конце дня будут принудительно закрыты.

## Регулирование рынка Форекс
Согласно ограничениям закона, любые торговые операции резидентов США с финансовыми инструментами на внебиржевом рынке отныне будут квалифицироваться как противозаконные. Через 90 дней после вступления в силу закон Додда—Франка запрещает гражданам и компаниям проведение большинства операций на внебиржевом рынке (в том числе Форекс).